# Clytia stechowi
Clytia stechowi is een hydroïdpoliep uit de familie Campanulariidae. De poliep komt uit het geslacht Clytia. Clytia stechowi werd in 1927 voor het eerst wetenschappelijk beschreven door Hargitt. 